# Paloma Fagiano
Paloma Fagiano (30 de octubre de 2001 en San Luis, San Luis) es una futbolista argentina que juega como delantera en Millonarios de Colombia. Empezó su carrera futbolística en el GEPU (Gimnasia y Esgrima y Pedernera Unidos) de San Luis, jugó en este club desde 2018 hasta 2020. Para la temporada de 2021 se transladó a Racing Club de Avellaneda. El 22 de enero de 2023 fue presentada en el club Millonarios.
Paloma fue convocada para jugar en la selección argentina. Jugó un partido el 9 de octubre de 2022, amistoso, contra Polonia con la selección argentina.